# Neomarica variegata
Neomarica variegata är en irisväxtart som först beskrevs av Martin Martens och Henri Guillaume Galeotti, och fick sitt nu gällande namn av James Emil Henrich och Peter Goldblatt. Neomarica variegata ingår i släktet Neomarica och familjen irisväxter. Inga underarter finns listade i Catalogue of Life.